# Dietrische Villa

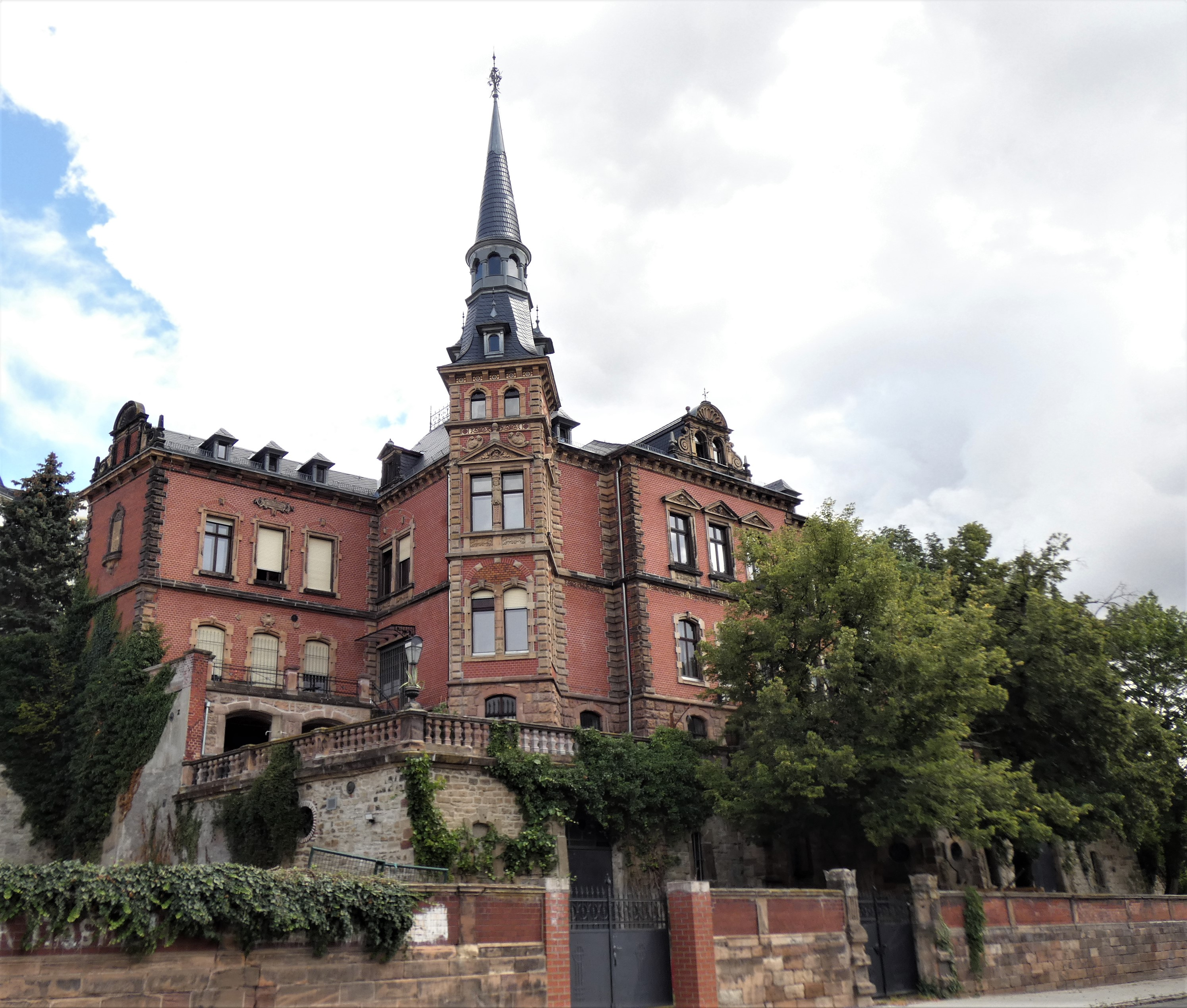
Ansicht von der Markwerbener Straße, 2020

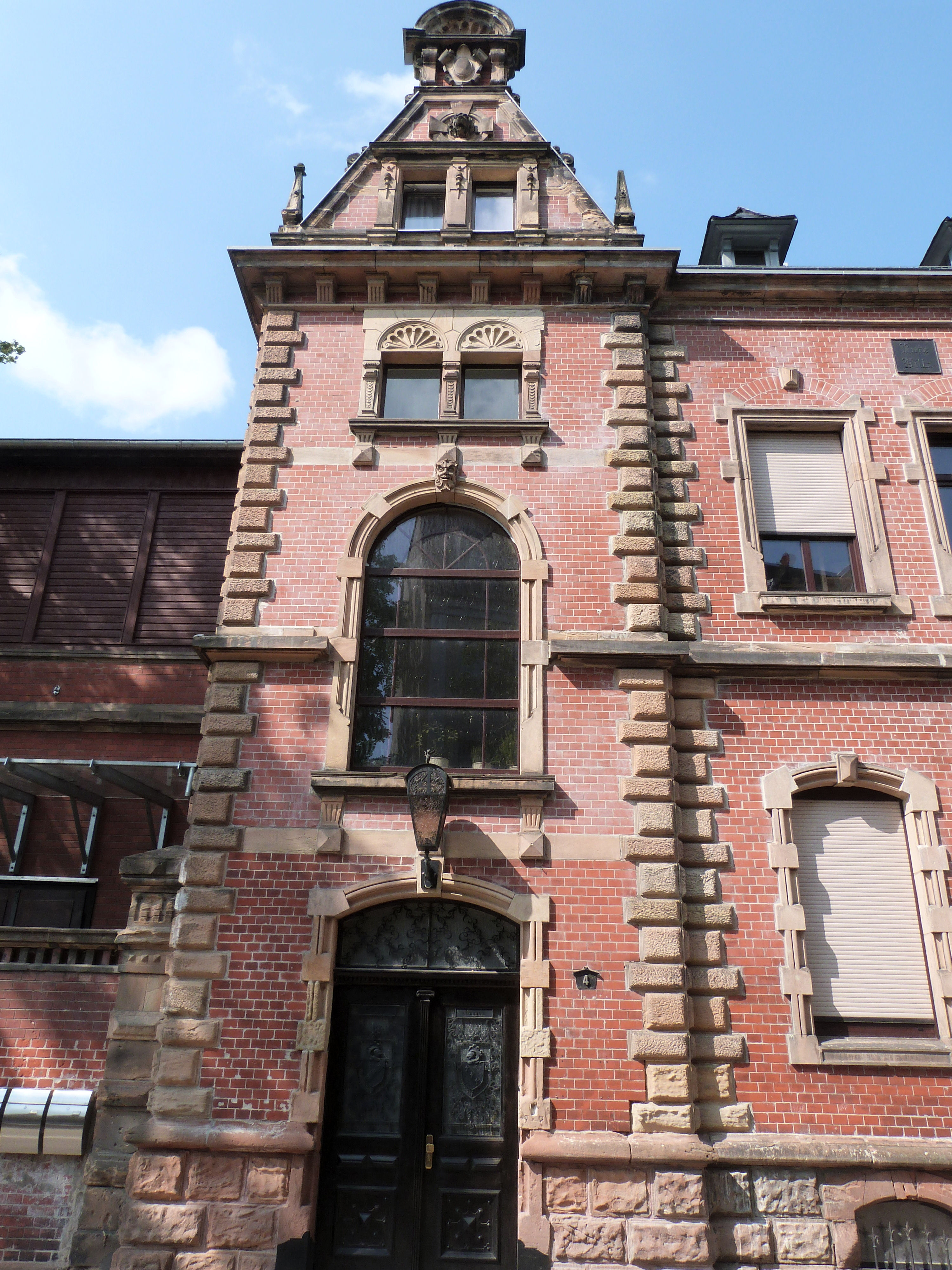
Eingangsbereich, Am Mühlberg 4, 2016

Die Dietrische Villa ist ein 1885 erbautes großbürgerliches Wohnhaus in der Stadt Weißenfels in Sachsen-Anhalt, Am Mühlberg 4. Es steht unter Denkmalschutz und ist im örtlichen Denkmalverzeichnis unter der Erfassungsnummer 094 15526 als Baudenkmal verzeichnet.

## Geschichte und Architektur
Die Dietrische Villa wurde für den Papierfabrikanten Oscar Dietrich in unmittelbarer Nähe zu seiner Fabrik in Hanglage zwischen der Markwerbener Straße und der Straße Am Mühlberg erbaut. Es handelt sich um einen im Stil des Historismus errichteten unregelmäßigen, zweigeschossigen Ziegelbau mit Eckquaderung, Hausteingesimsen, Giebelaufsätzen und zahlreichen weiteren Details wie einen imposanten Erker mit hohem Helmaufsatz. Der schlossartige Charakter wird betont durch eine umfriedete Gartenanlage und eine aufwendig gestaltete Terrassenanlage zu Saale hin.
Das Erdgeschoss wurde hauptsächlich im Baustil der Neogotik und des Neobarocks (Motive aus dem Rokoko einschließend) gestaltet. Das Gebäude verfügt über ein Treppenhaus mit schmiedeeisernem Geländer, Marmorplatten und bemalten, geschnitzten oder stuckierten Zierleisten; des Weiteren über zwei große Säle im Erdgeschoss und im Obergeschoss, die als Wohnraum und Tanzsaal genutzt wurden, ein Herrenzimmer und einen zweigeschossigen Wintergarten.
Nach dem Zweiten Weltkrieg erwarb die Stadt Weißenfels das Haus und vermietete es an die Schuhfabrik Banner des Friedens, die es als Klubhaus nutzte. Nach der Deutschen Wiedervereinigung stand das Gebäude mehrere Jahre leer, bis es 2010 von einem regionalen Unternehmer gekauft wurde. Nach einer Sanierung wird das Gebäude wieder als Wohn- und Geschäftshaus genutzt.